# Breslauer SpVgg 02
Die Breslauer SpVgg 02 war ein deutscher Sportverein aus der schlesischen Metropole Breslau. Der Verein ging auf dem im Jahre 1902 gegründeten SC Preußen Breslau zurück, der im Jahre 1919 mit dem Verein Breslauer Sportfreunde fusionierte.

## Geschichte
Der Verein entstand 1933 durch die Fusion der Vereinigten Breslauer Sportfreunde (VBS), die 1913 aus dem Zusammenschluss des SC Preußen und des SC 1904 hervorgegangen waren und im Südpark ihren Sportplatz hatten, mit dem Breslauer SC 08 von der Roonstraße. Die Fusion war von den Nationalsozialisten initiiert worden. Einerseits sollte durch den Zusammenschluss ein dominierender Breslauer Klub für die ebenfalls 1933 gegründete ganz Schlesien umfassende Gauliga entstehen, schließlich wurden mit den VBS ein Halbfinalist der deutschen Meisterschaft von 1920 und dem BSC 08 ein Halbfinalist der deutschen Meisterschaft von 1929 vereint, andererseits folgte der Zusammenschluss dem allgemeinen Bestreben nach Großvereinen, mit denen man oft milieubedingte Verankerungen zu sprengen suchte. Dass dabei mit den VBS ein jüdisch-großbürgerlich geprägter Klub verschwand, war aus Sicht der Machthaber ein positiver Begleiteffekt. In dieses Bild fügt sich ebenfalls ein, dass der neue Klub im Sportpark Gräbschen (heute Stadion Oporowska) angesiedelt wurde, der nach dem Ersten Weltkrieg für Vereine des Arbeitersports in Deutschland angelegt worden war, die 1933 aufgelöst oder gleichgeschaltet wurden. Dieser Sportplatz, der damals 15.000 Plätze bot, existiert noch heute als Heimat der heutigen Nr. 1 der Stadt, dem WKS Śląsk Wrocław.
Die 02er waren zwar führender Klub der Stadt, ein Gewinn der Gauliga Schlesien gelang jedoch nicht. 1933/34 und 1937/38 wurde jeweils der zweite Platz erreicht. Erst 1941 in der nun kriegsbedingt in eine ober- und eine niederschlesisch aufgeteilte Gauliga gewann der Verein den Titel des Niederschlesischen Meisters, der den erstmaligen Einzug in die Endrunde um die deutsche Meisterschaft nach dem Zusammenschluss bedeutete. Der Verein scheiterte jedoch bereits in der Vorrunde knapp am Planitzer SC mit 1:2 nach Verlängerung.
Als selbst die Gauliga Niederschlesien weiter aufgesplittert wurde, konnten die 02er als Meister der Gauliga Breslau in der niederschlesischen Endrunde hinter dem STC Hirschberg immerhin noch die Vizemeisterschaft im Gau Niederschlesien 1944 erringen.
Nach jener Saison brach der Spielbetrieb in Schlesien kriegsbedingt zusammen. Durch die Kriegsfolgen und die daraus resultierende Zusprechung Breslaus zu Polen erlosch der Verein 1945.
Der Feldhandball-Abteilung gelang 1939/40 der Sprung in die erstklassige Handball-Gauliga Schlesien.

## Erfolge
- 1 × Teilnahme an der Endrunde um die deutsche Meisterschaft: 1942
- 1 × Meister Gau Niederschlesien: 1942
- 1 × Vizemeister Gau Niederschlesien: 1944

## Bekannte Spieler
- Herbert Joachimski
- August Klingler
- Fritz Langner
- Fritz Machate
- Ernst Plener
- Reinhard Schaletzki
- Johannes Schöne
- Walther Sterseck
- Georg Wilkowski